# Max Gabriel
Max Gabriel of Max Gabriël (Elbing, Duitsland, 21 september 1861 — Amsterdam, 8 februari 1942) was een Duits/Nederlands componist, dirigent en theaterondernemer.
Hij was getrouwd met zangeres Marie/Merie Severin (Marie Emma Charlotte Elise Severin, 1863-1935). Hij werd begraven op De Nieuwe Ooster.
Gabriel kreeg al tijdens het doorlopen van het gymnasium muzieklessen van zijn moeder. Hij zou beginnen op de cello. Zijn serieuze muziekopleiding begon aan het Conservatorium in Leipzig , waar zijn docenten Carl Reinecke en Salomon Jadassohn waren. Hij werd vanaf 1881 vervolgens dirigent in theaters te Słupsk (toen Stolp, 1881-1882), Frankfurt an der Oder (1882-1883), Klaipėda (toen Memel, 1883-1884), Riga (1884-1885), Berlijn (Königsstädtisches Theater, 1886-1887), Hannover (Residenztheater, 1890-1891) en Hamburg (Schulze-Theater, 1892-1893). Hij vertrok naar de Verenigde Staten om daar zijn geluk te beproeven bij Oscar Hammersteins Fourth Street Theater (1893-1901) en maakte daar kennis met Florenz Ziegfeld en via hem met Anna Held. Hij keerde terug naar Duitsland om te gaan werken in het Hamburgse Centralhallen-Theater (1901-1902). In de periode 1904 tot 1907 was hij werkzaam in het Rembrandt-theater in Amsterdam, om ook van daaruit weer terug te keren naar Duitsland. Hij werd er achtereenvolgens dirigent in het Residenztheater in Frankfurt am Main en het Schauspielhaus in Stuttgart. De seizoenen 1910-1912 vond hij emplooi in het Berlijnse Theater des Westens. Van daaruit keerde hij terug naar het Rembrandt-Theater in Amsterdam om er tot aan zijn dood te werken, de laatste jaren in het Joodsche Theater. Hij zat van 1918 tot 1921 in de directie van Theater Carré.
Hij schreef daarvoor een aantal operettes, zoals Steffen Langer (zijn operettedebuut uit 1889), in Nederland bekend als Blonde Sascha. Er volgden Luxusweibchen (1911), Die schöne Kubarin (1914) en Die stolze Thea (Trotsche Thea,1916). Minder bekend waren Signorita Pif-Paf, Domme Doortje, De Jordaan-Prinses of De vrouw zonder hart.
- Gemeinsame Normdatei: 14323823X
- International Standard Name Identifier: 0000 0001 1388 6064
- Nederlandse Thesaurus van Auteursnamen: 101240457
- Virtual International Authority File: 166517037